# Lettonie aux Jeux olympiques d'été de 1996
L'équipe olympique de Lettonie participe aux Jeux olympiques d'été de 1996 à Atlanta. Elle y remporte une médaille : une en argent, se situant à la soixante et unième place des nations au tableau des médailles. L'athlète Einārs Tupurītis est le porte-drapeau d'une délégation lettone comptant 47 sportifs (34 hommes et 13 femmes).